# 安谷乡
安谷乡，是中华人民共和国贵州省黔西南布依族苗族自治州晴隆县下辖的一个乡镇级行政单位。

## 行政区划
安谷乡下辖以下地区：
前进村、白岩村、五星村、安谷村和四合村。